# Hirvijärvi (sjö i Finland, lat 60,67, long 24,65)
Hirvijärvi är en sjö i Finland. Den ligger i kommunerna Riihimäki, Loppis och Hyvinge i landskapen Egentliga Tavastland och Nyland, i den södra delen av landet, 60 km norr om huvudstaden Helsingfors. Hirvijärvi ligger 103,4 meter över havet. I omgivningarna runt Hirvijärvi växer i huvudsak blandskog. Den är 29,64 meter djup. Arean är 4,3 kvadratkilometer och strandlinjen är 17,47 kilometer lång. Sjön  ingår i Vanda å huvudavrinningsområde. 